# Сяо Цзя
Сяо Цзя (кит. трад. 小甲, упр. 小佳, пиньинь Xiao Jia) — правитель Китая из династии Шан.

## Биография
В «Записях великого историка» он был указан Сыма Цянем как седьмой правитель Шан, сменивший своего брата Тай Гэн (太庚). Он правил 17 лет, получил посмертное имя Сяо Цзя, и ему наследовал брат Юн Цзи (雍己).